# Babice (Olbramovice, okres Znojmo)
Babice (německy Babitz) jsou vesnice, součást městysu Olbramovice v okrese Znojmo. Do roku 1966 se také jednalo o samostatné katastrální území.

## Název
Na vesnici bylo přeneseno původní pojmenování jejích obyvatel Babici. To bylo pravděpodobně odvozeno od osobního jména Baba (hanlivého pojmenování bázlivého muže) a místní jméno by pak znamenalo "Babovi lidé". Protože však některý vrch v okolí mohl nést pojmenování Baba, mohlo obyvatelské jméno znamenat i "lidé žijící pod Babou".

## Historie
První písemná zmínka o Babicích pochází z roku 1330. V 19. století byly tvořeny oboustrannou ulicovkou, která vycházela z cesty z Olbramovic na jih a která nejprve procházela Želovicemi. Za touto vsí, severozápadně od Babic, hlavní cesta odbočila a obešla Babice z jihu. Od křižovatky vede také cesta přes potok do sousedních Lidměřic. Na babické návesní ulicovce se nachází hranolová zvonice.
Po zrušení patrimoniální správy v polovině 19. století byly Babice samostatnou obcí. V roce 1949 byly i s Lidměřicemi a Želovicemi připojeny k Olbramovicím. O status místní části přišly v 50. letech 20. století. V roce 1966 bylo zrušeno katastrální území Babic a jeho plocha byla přičleněna k olbramovickému katastru.

## Obyvatelstvo
| 1869 | 1880 | 1890 | 1900 | 1910 | 1921 | 1930 | 1950 | 1961 | 1970 | 1980 | 1991 | 2001 | 2011 |
| ---- | ---- | ---- | ---- | ---- | ---- | ---- | ---- | ---- | ---- | ---- | ---- | ---- | ---- |
| 192  | 204  | 206  | 205  | 226  | 240  | 214  | 144  | —    | —    | —    | —    | —    | —    |

## Galerie

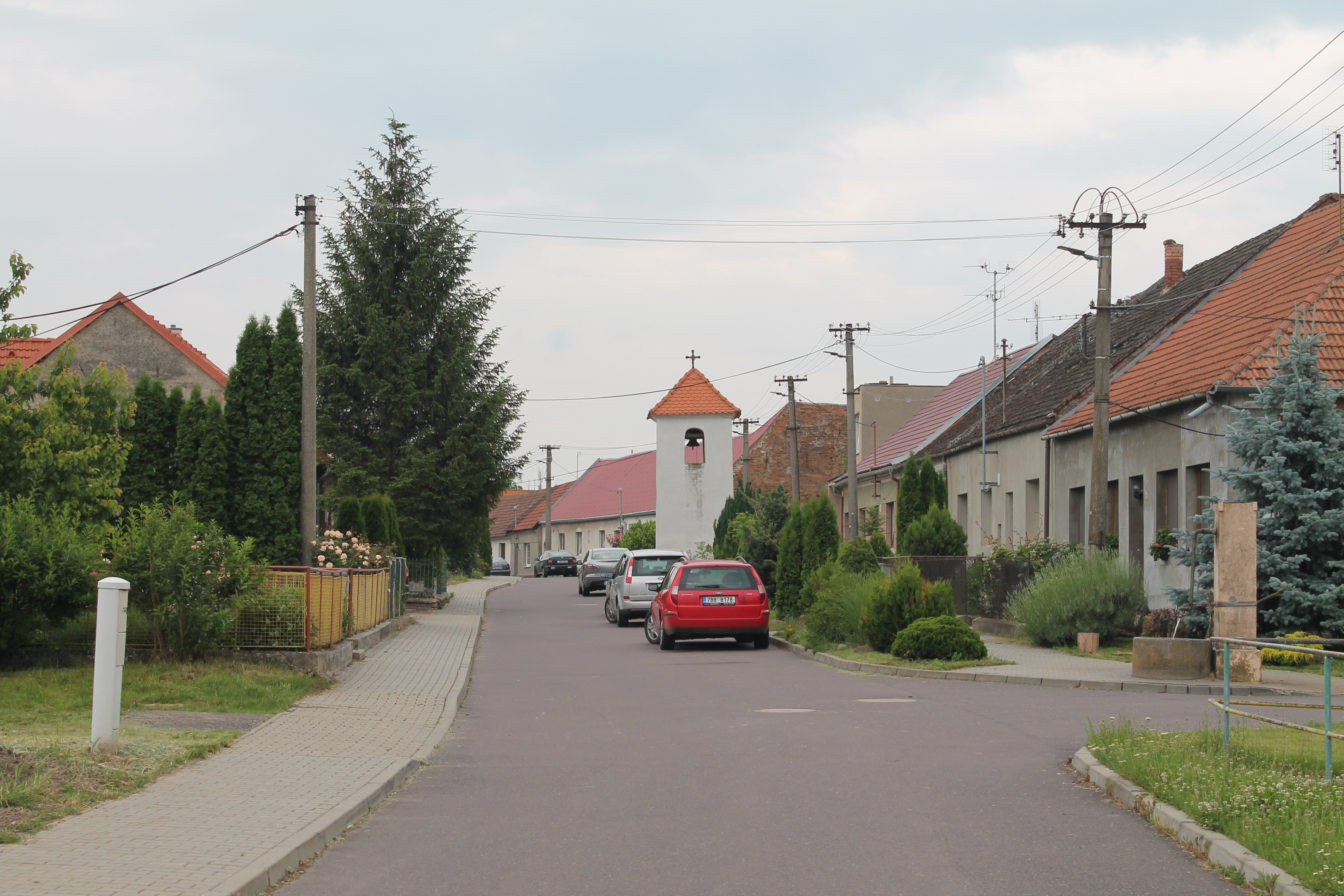
Náves
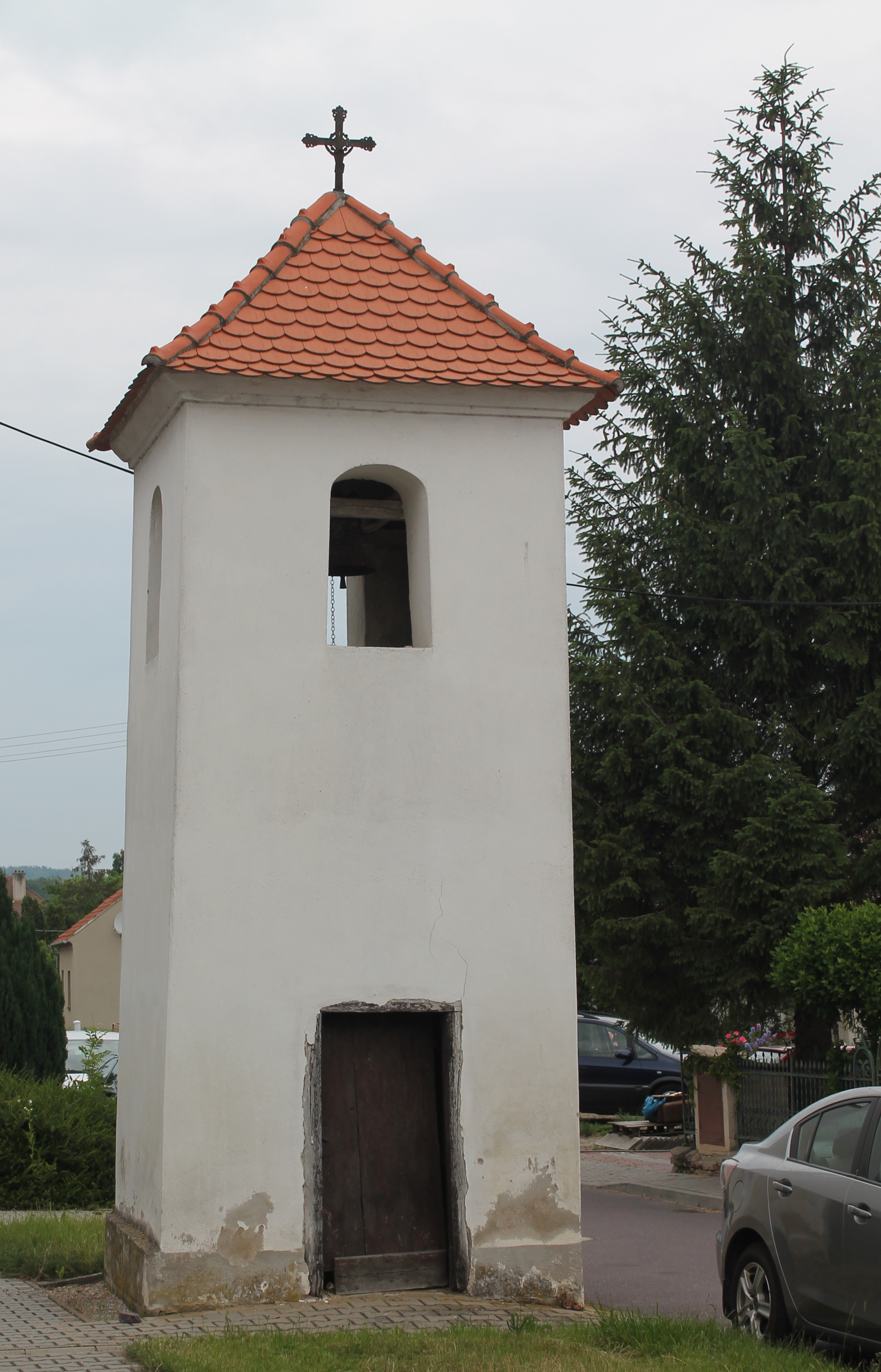
Zvonice
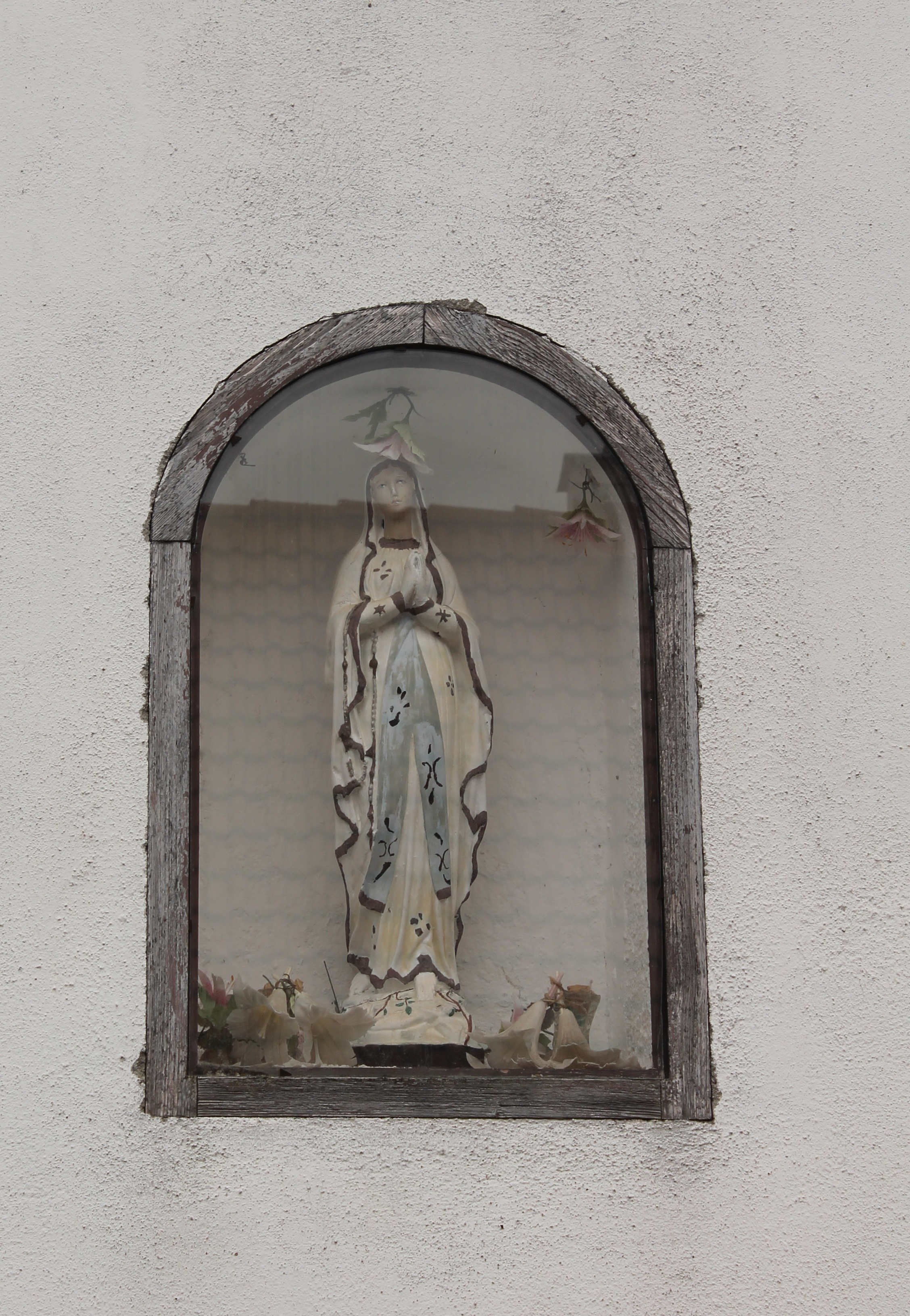
Soška Panny Marie ve zvonici
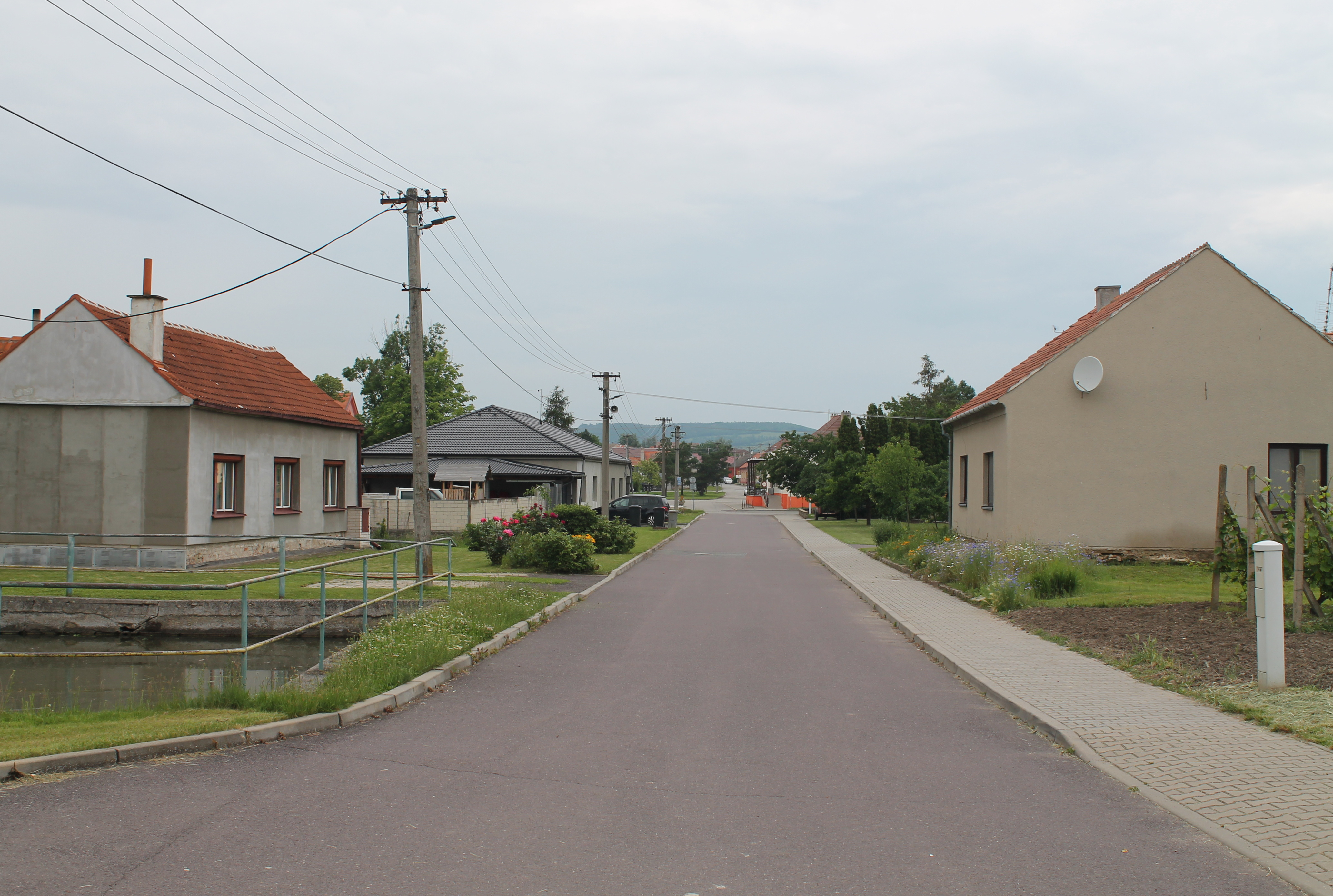
Severní část vsi
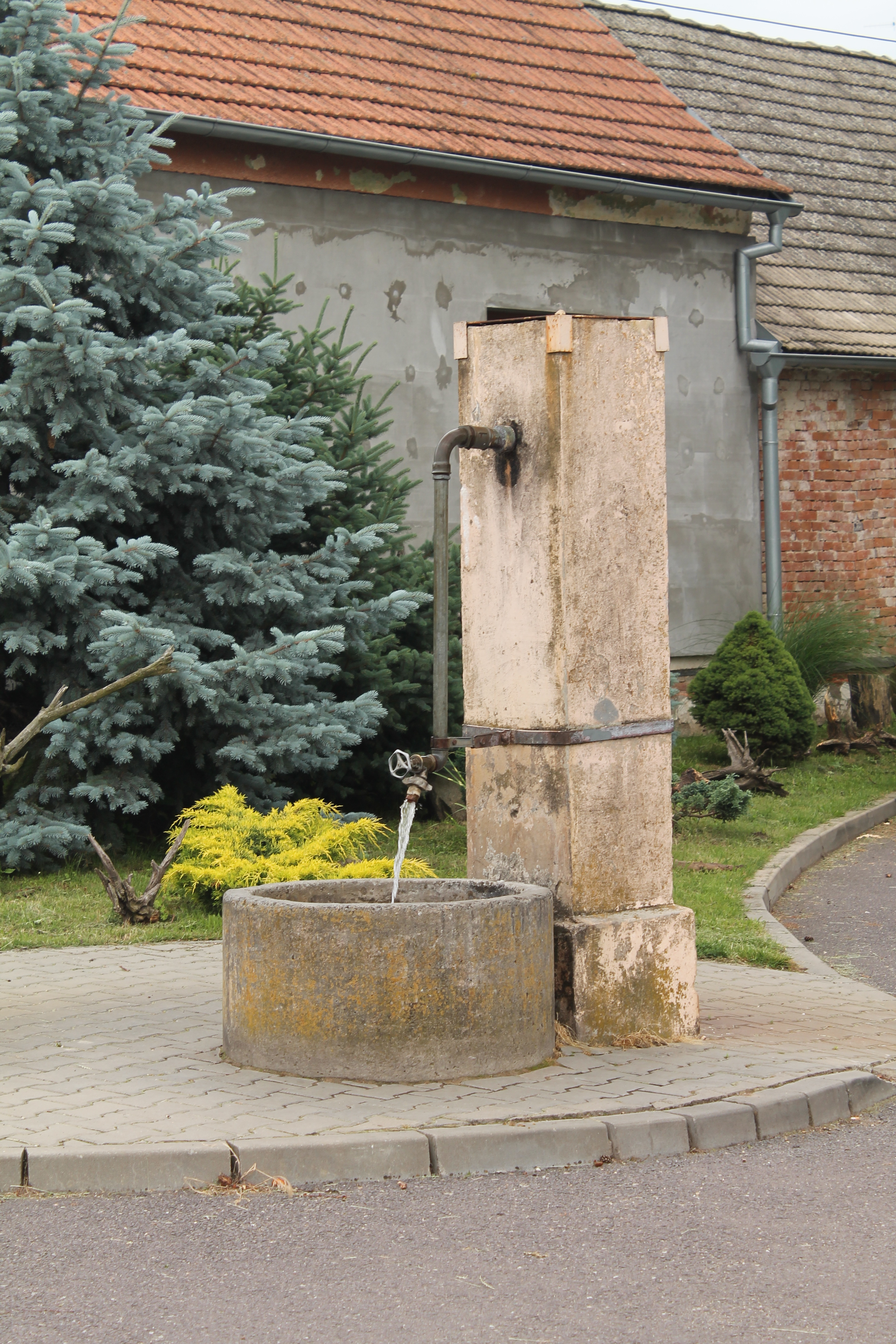
Artéský pramen